# Oissy
 Oissy  es una comuna y población de Francia, en la región de Picardía, departamento de Somme, en el distrito de Amiens y cantón de Molliens-Dreuil.
Su población en el censo de 1999 era de 213 habitantes.
Está integrada en la Communauté de communes du Sud-Ouest Amiénois.

## Demografía
| 86 | 99 | 109 | 182 | 211 | 213 |
| Para los censos de 1962 a 1999 la población legal corresponde a la población sin duplicidades (Fuente: INSEE [Consultar]) |    |     |     |     |     |

- Datos: Q489979
- Multimedia: Oissy / Q489979

1. ↑  Worldpostalcodes.org, código postal n.º 80540.
2. ↑  INSEE, Datos de población para el año 2012 de Oissy (en francés).